# Ferrocentral
Ferrocentral é uma empresa privada argentina de transporte ferroviário de passageiros.

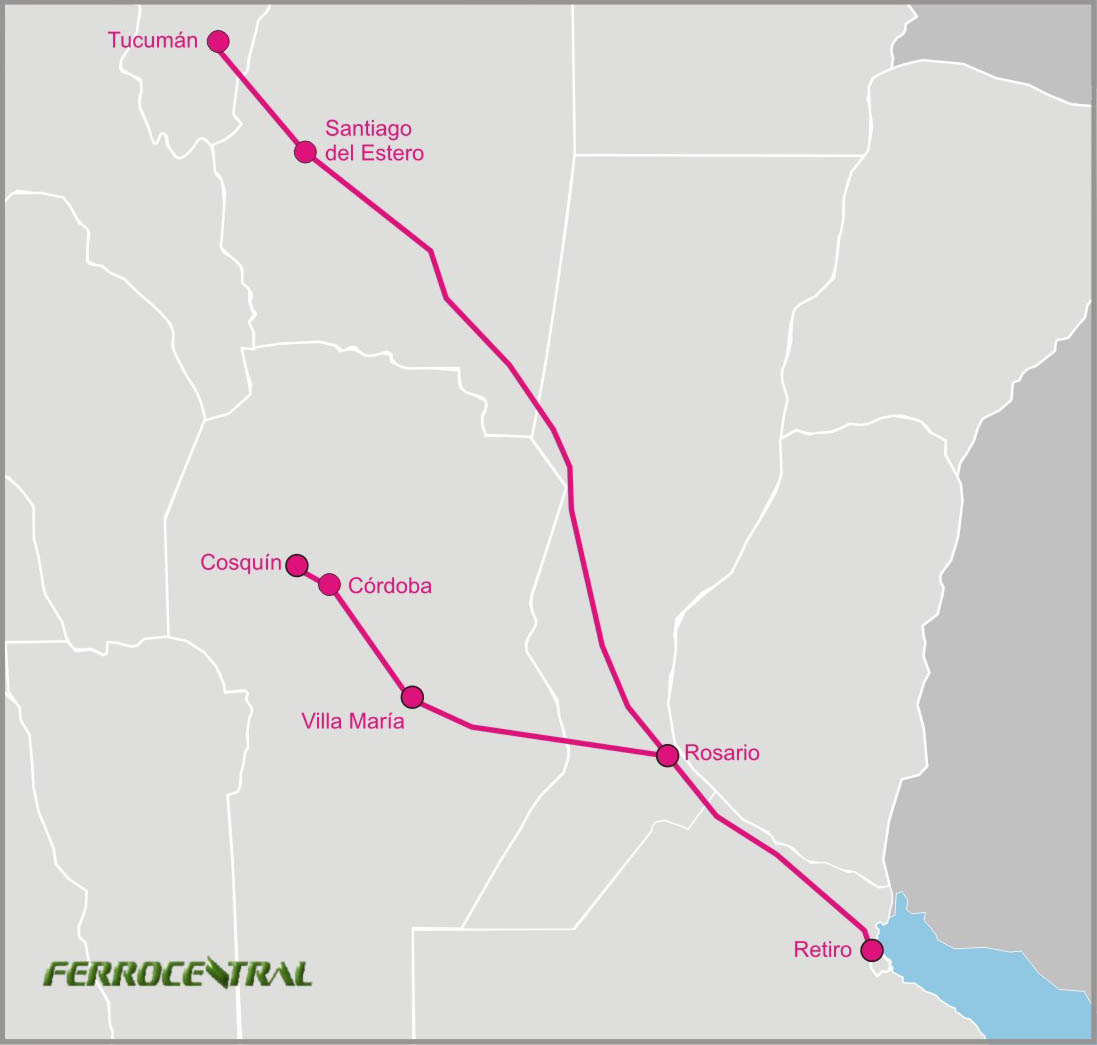
Mapa de serviços da Ferrocentral

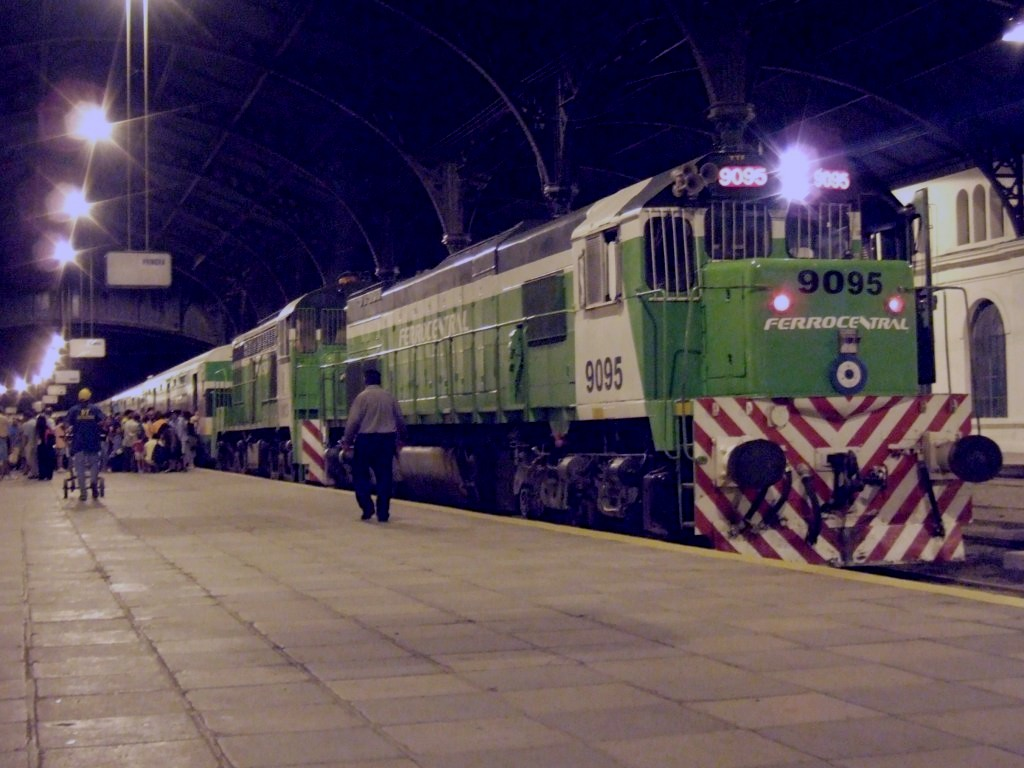
Composição de Ferrocentral em Tucuman.

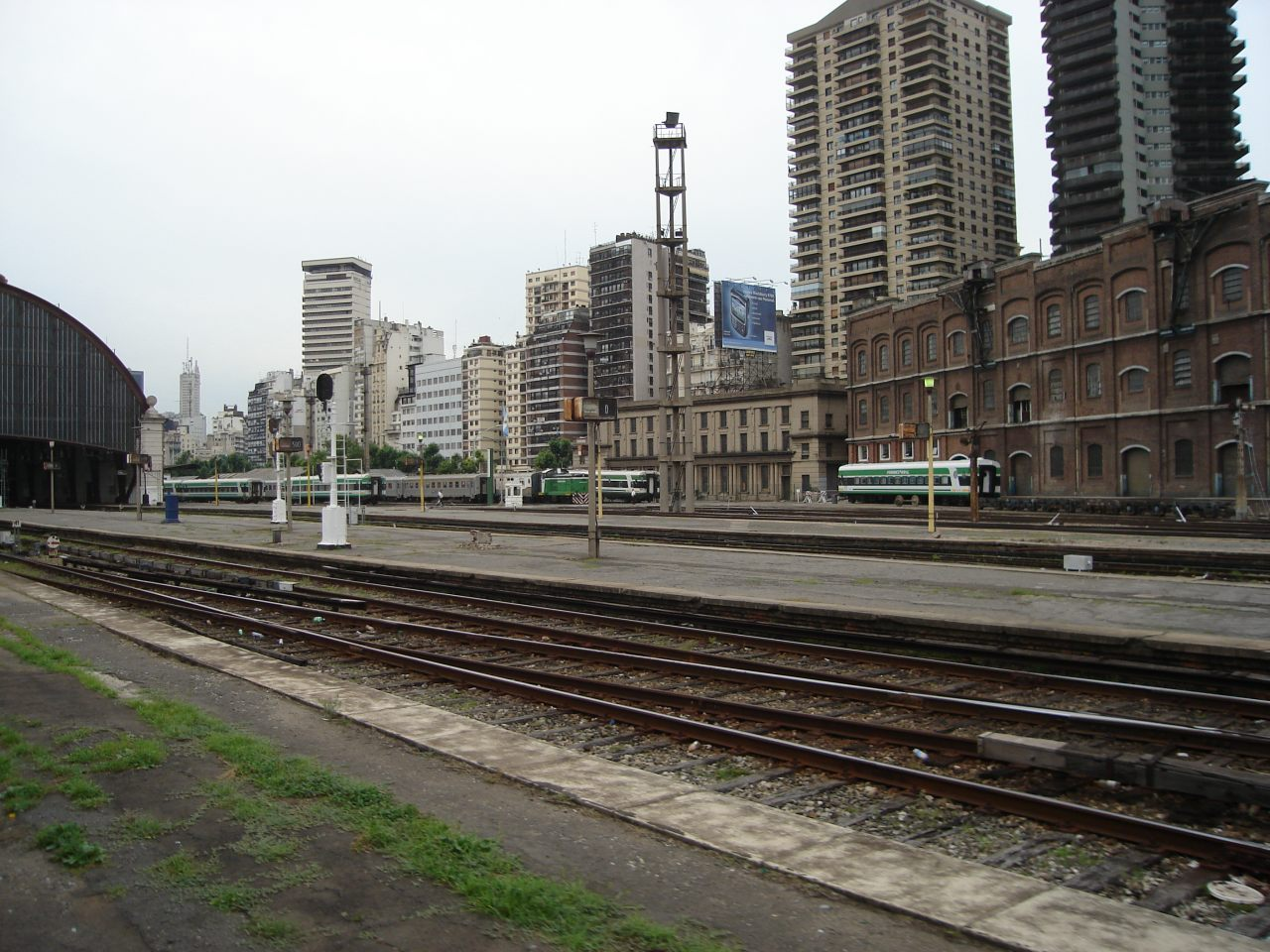
Trens da Ferrocentral nas vias auxiliares da estação Retiro (Buenos Aires)